# 高雄市忠烈祠
高雄市忠烈祠位於台灣高雄市壽山之山腰處；其前身為日本帝國的「高雄神社」，戰後後由國民政府改建為傳統中國宮殿式建築的忠烈祠，中间供奉国民革命烈士之灵位，並保留了一些日治時期神社所遺留的石燈籠殘跡。由於高雄忠烈祠位於壽山東南側，自該祠望出，可遠眺高雄港、鼓山、旗津及高雄市區，是高雄市的風景名勝之一。

## 歷史

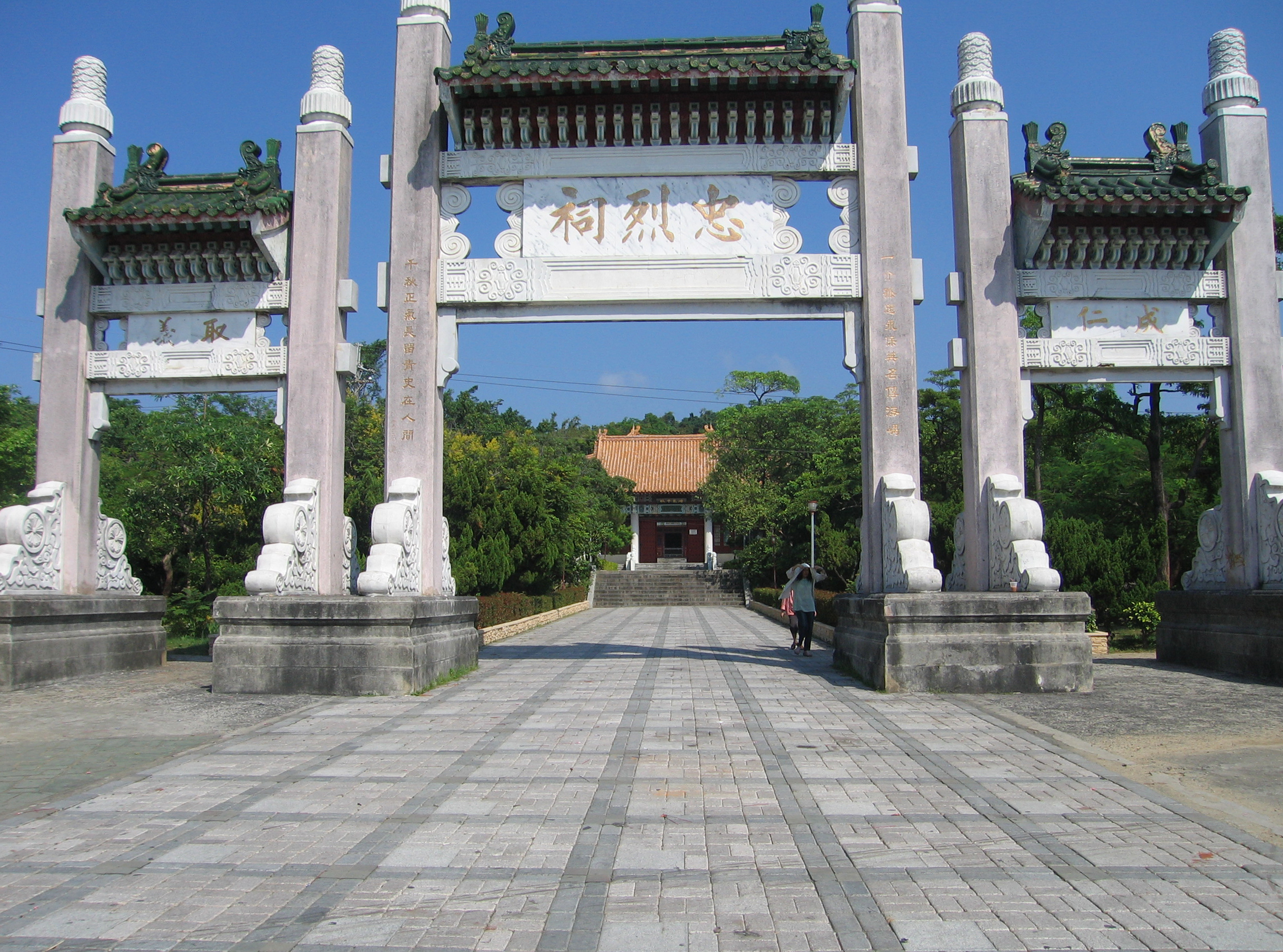
高雄市忠烈祠牌坊

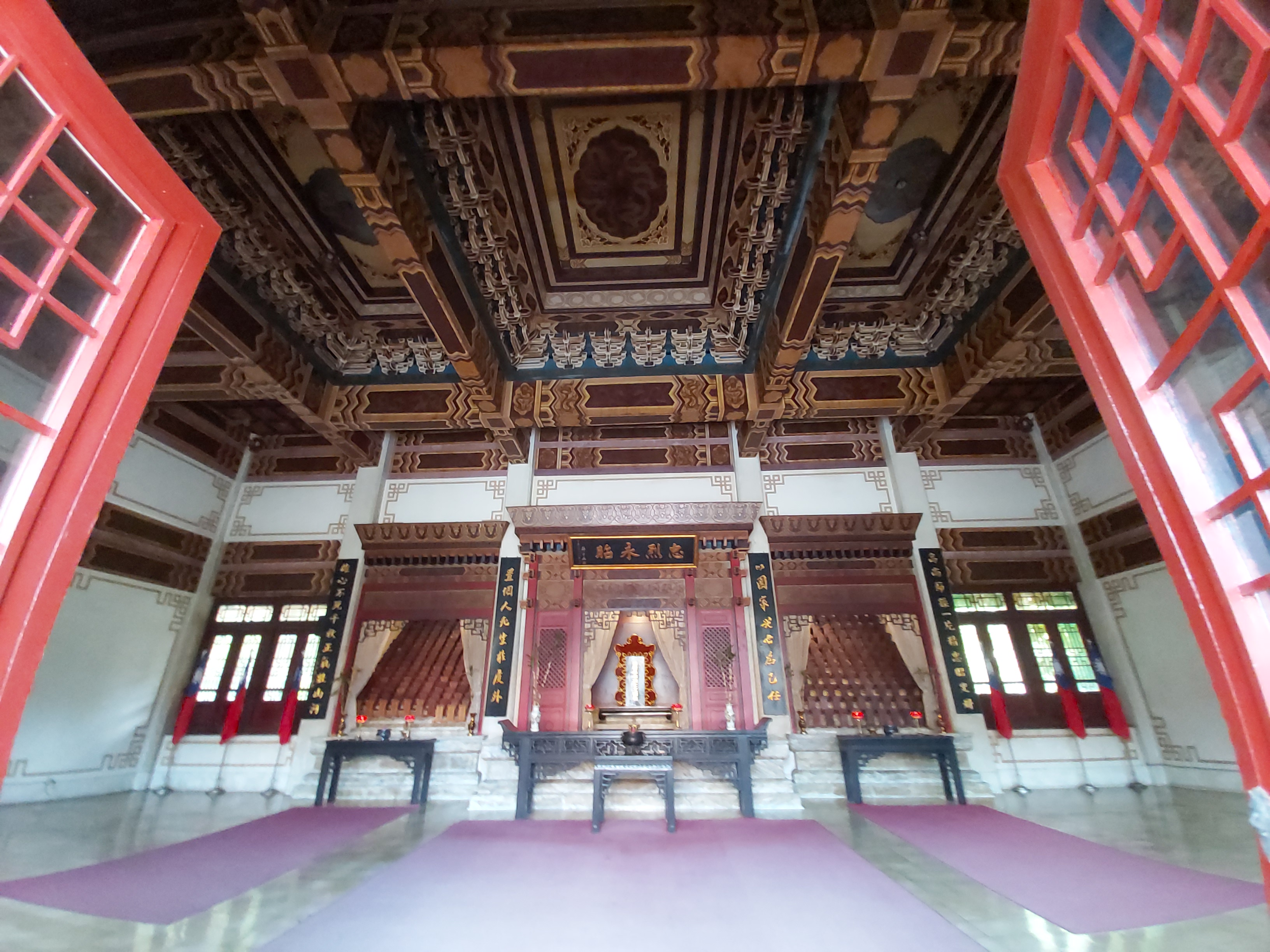
高雄市忠烈祠正殿室內

- 1910年（明治43年）9月，日人於打狗山麓建「金刀比羅神社」，以象徵日本人敬神崇祖的觀念，主祀大物主命與崇德天皇。[1]
- 1920年（大正9年），該神社改名為高雄神社，高雄州政府向臺灣總督府申請增祀北白川宮能久親王。
- 1928年（昭和3年），由於年久失修，社殿腐朽，乃遷建於壽山山腰處現址。
- 1929年（昭和4年）完工，工程費為120萬日圓，供奉大物主尊、崇德天皇、北白川宮能久親王等三位合祀。
- 戰後，該神社改為忠烈祠。
- 1973年（民國62年），高雄市長王玉雲發起重建忠烈祠的計劃。[1]
- 1974年（民國63年），神社建築被拆除。[2]
- 1978年（民國67年）1月15日，忠烈祠完工，模仿中國北方宮殿建築，並新建革命先烈史蹟資料館、貴賓室和辦公室等。[1]
- 2004年（民國93年），文建會「地方文化館計畫」補助，將革命先烈史蹟資料館活化為「戰爭與和平紀念館」。[1]

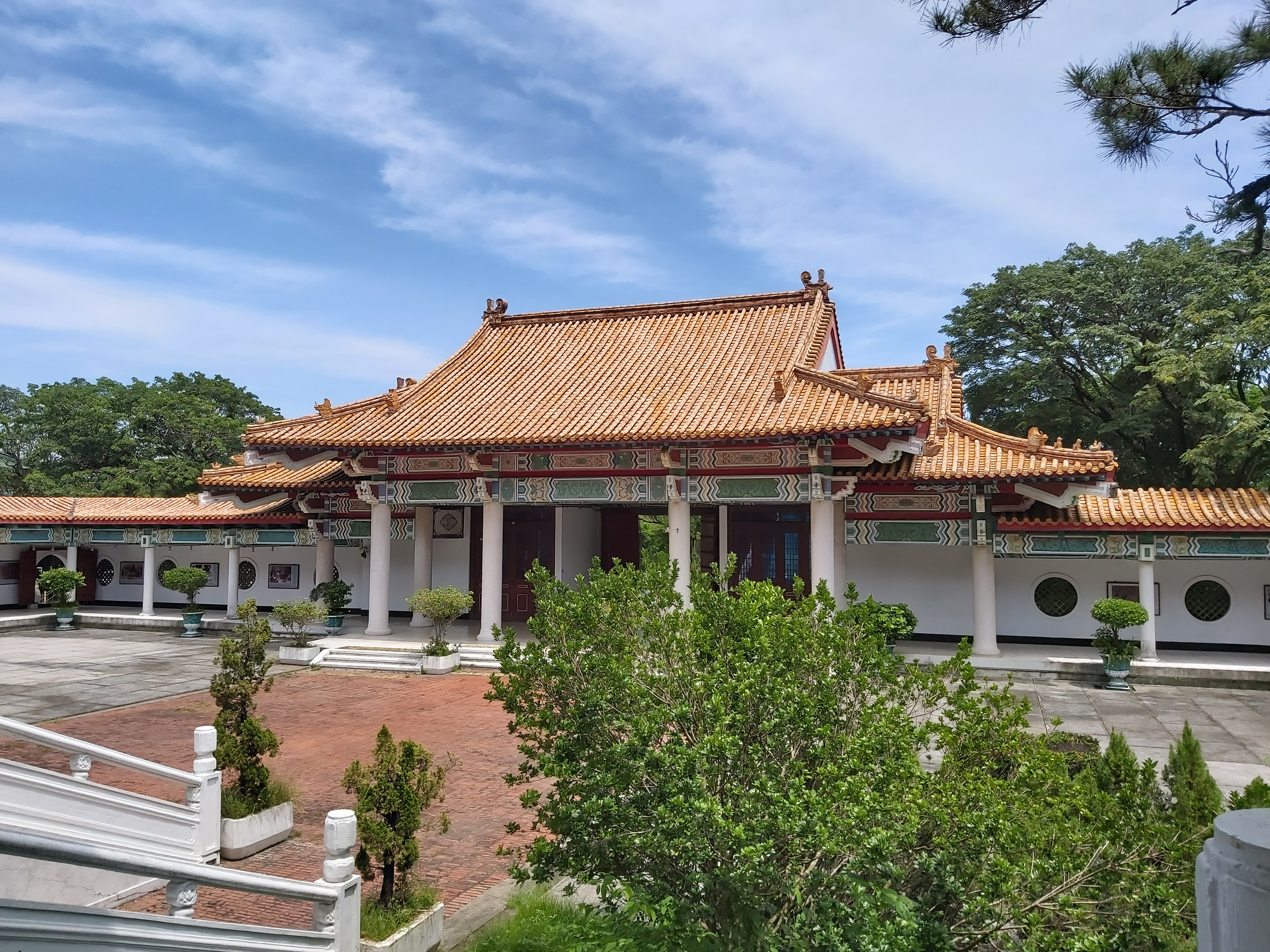
正殿大門
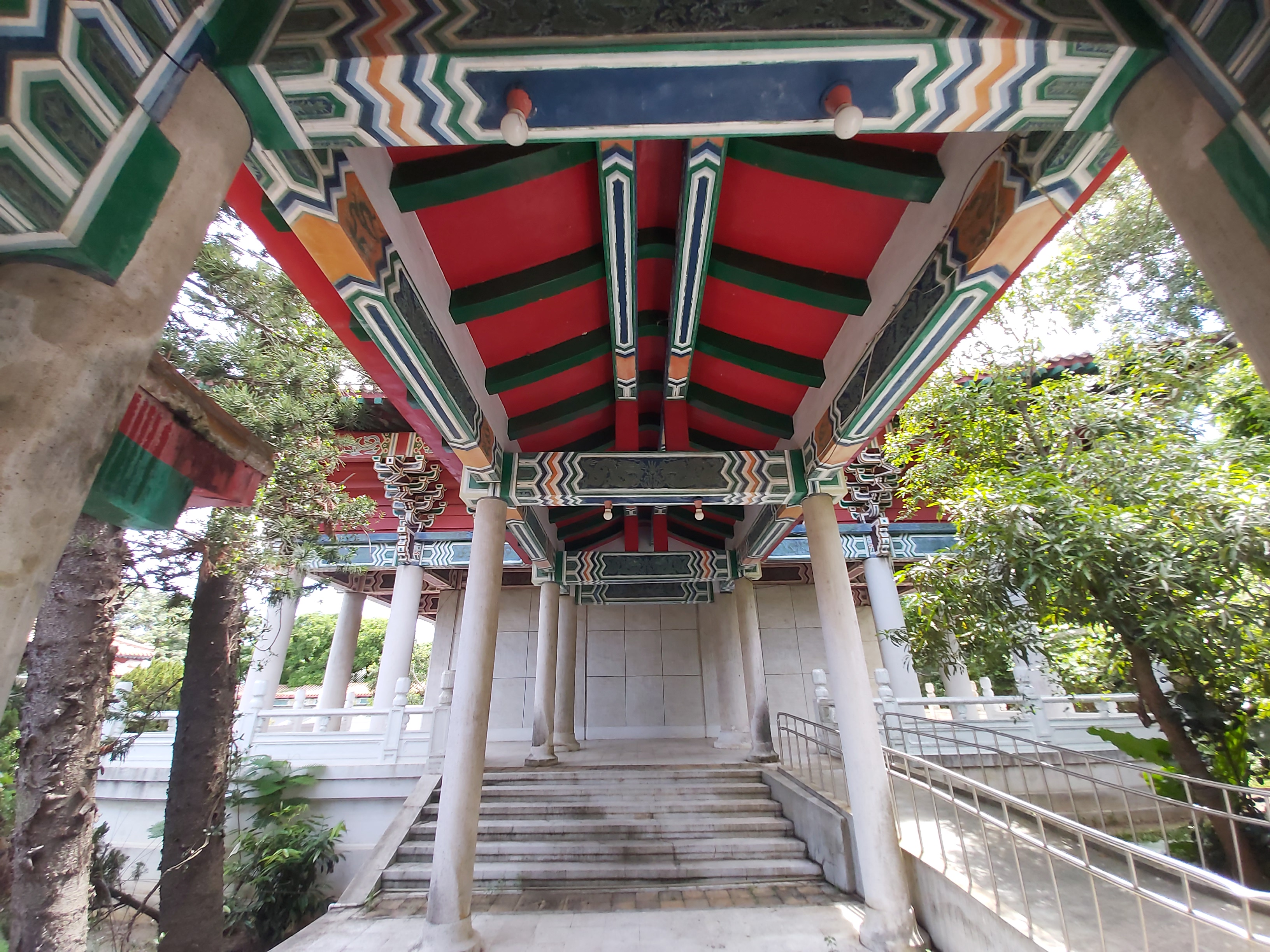
迴廊
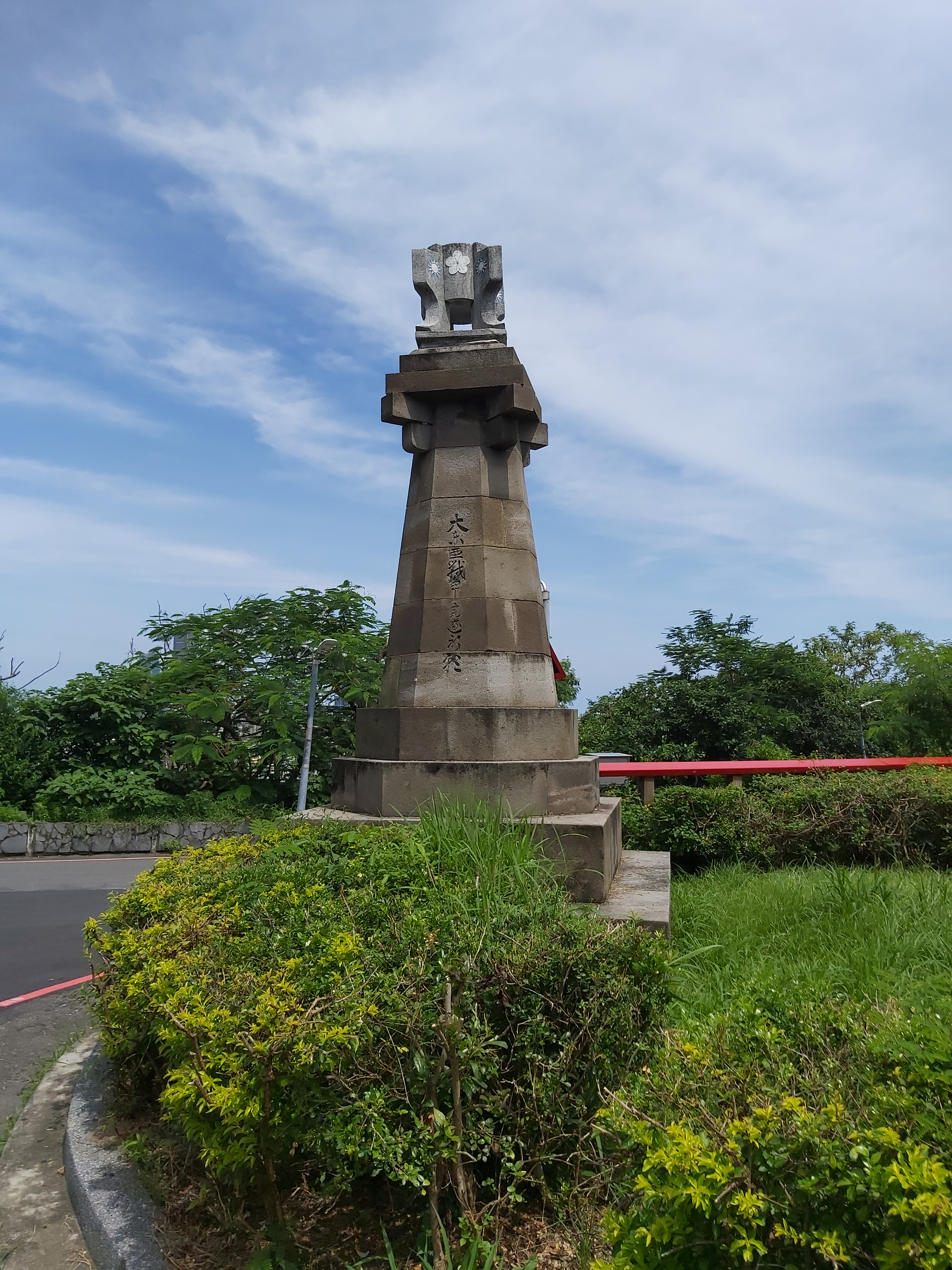
石燈籠基座遺跡
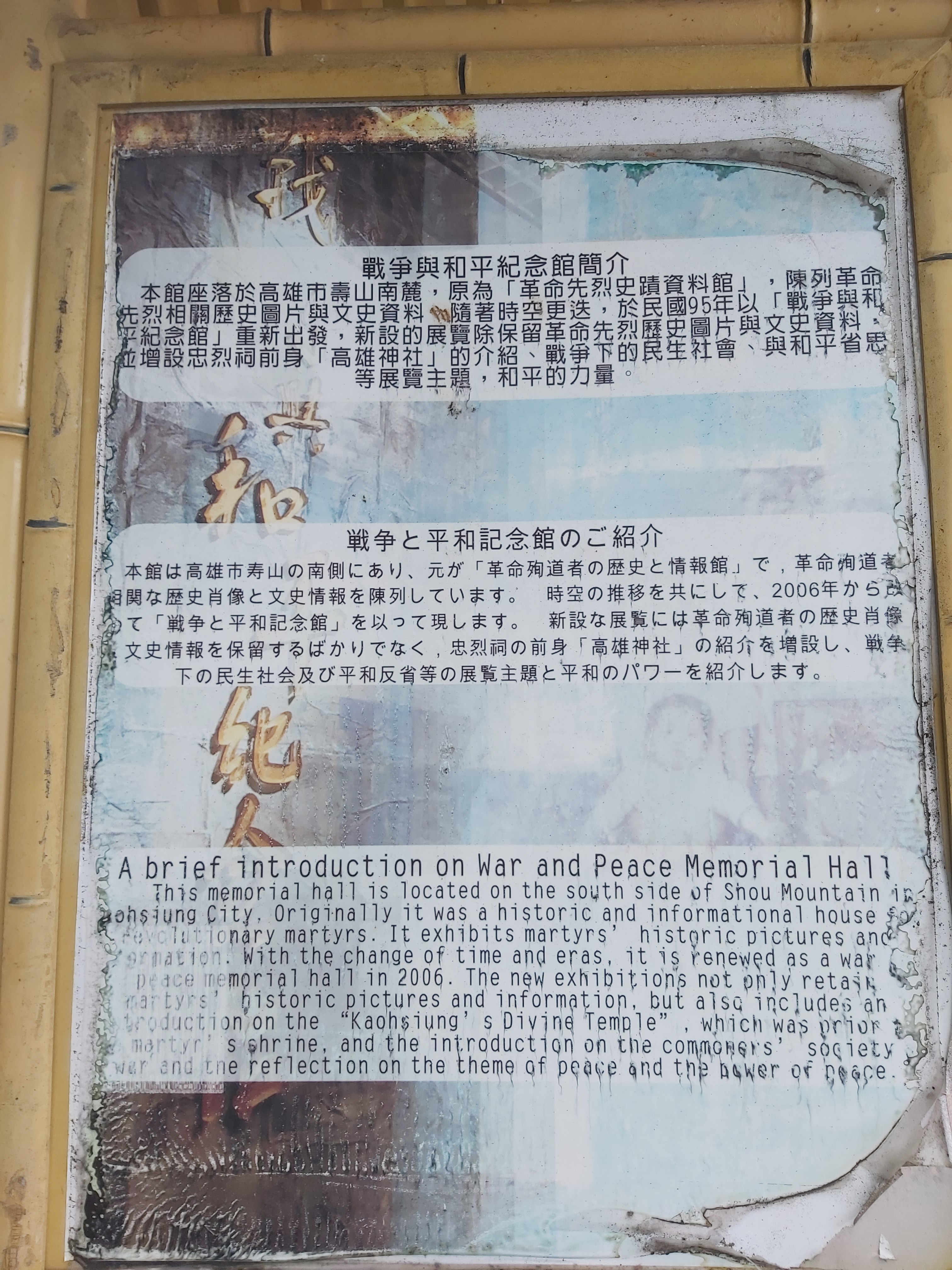
戰爭與和平紀念館

## 入祀烈士
殿內祭壇中供奉「國民革命烈士之靈位」，東龕奉祀陸皓東等烈士209人，西龕奉祀抗日勦匪及因公殉職的義士、軍人、飛行員（王宗立、康萬福、唐文彥、陳冠宏）、消防員（李萬生、吳宗泰、陳朝進、周子清、林基澤、劉耀文、黃國棟、王中、莊政潔、陶廷舟、游尚樺）、義消（陳國輝、蔡永和、黃尚強）、學生（陳巨峰）、醫師（林永祥）、警察（蔡文芳、方照仁、張榮明、黃望宗、黃瑞鵬、曹立民、邵維俊、劉方正、郭亨富、蔡聖豐）等數人。

## 高雄壽山情人觀景台

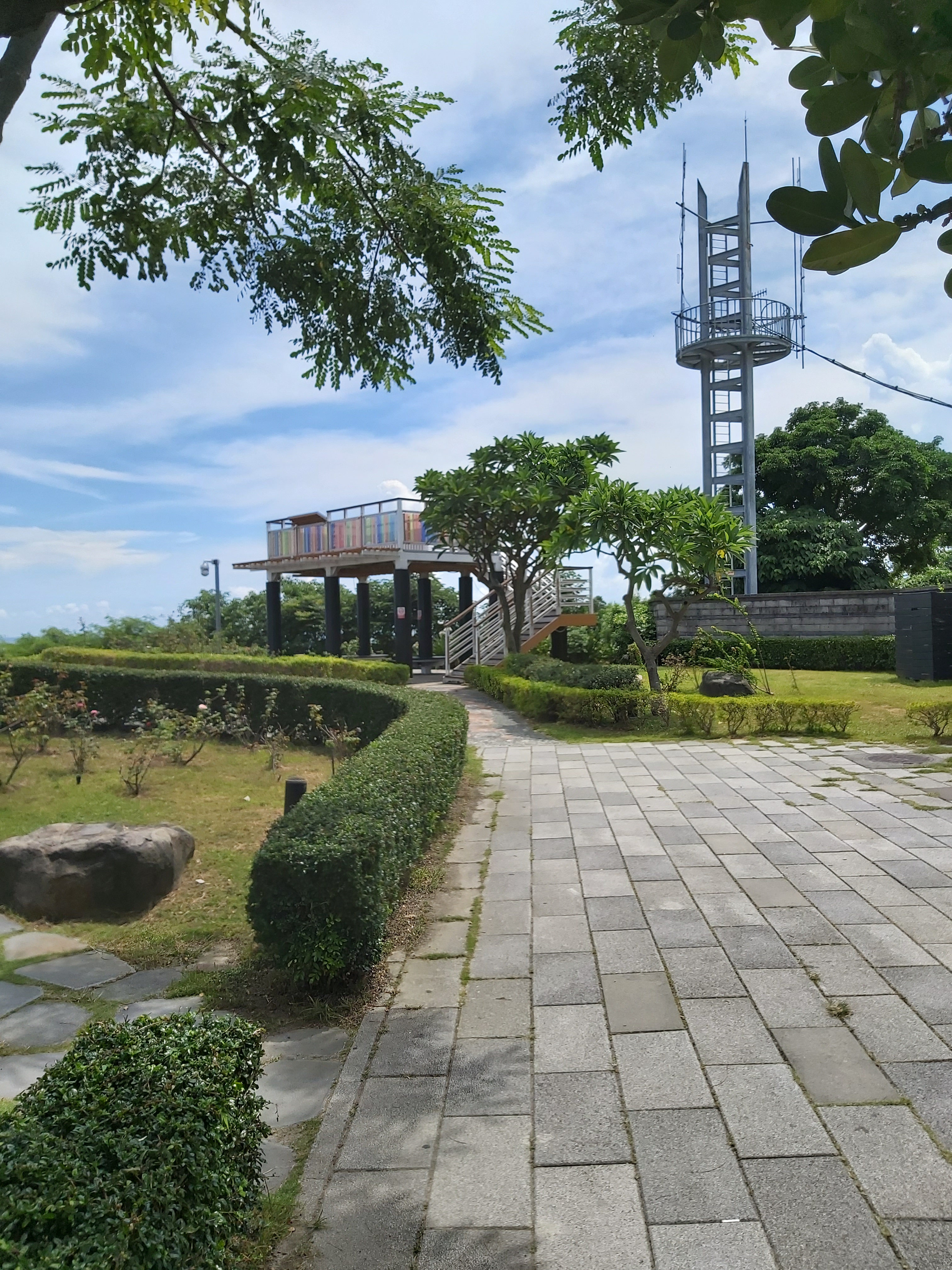
壽山情人觀景台

高雄壽山情人觀景台，當地人稱為「LOVE觀景台」。於2013年1月4日啟用，位在壽山忠烈祠旁，觀景台分為上下兩層，旁邊圍欄有32種語言的我愛你，象徵愛是不分國界的共通語言，LOVE觀景台體感海拔為110m。登上壽山情人觀景台可遠眺整個大高雄地區，一次涵括高雄港、高雄火車站、85大樓、壽山、駁二、大武山等知名標的與景點。

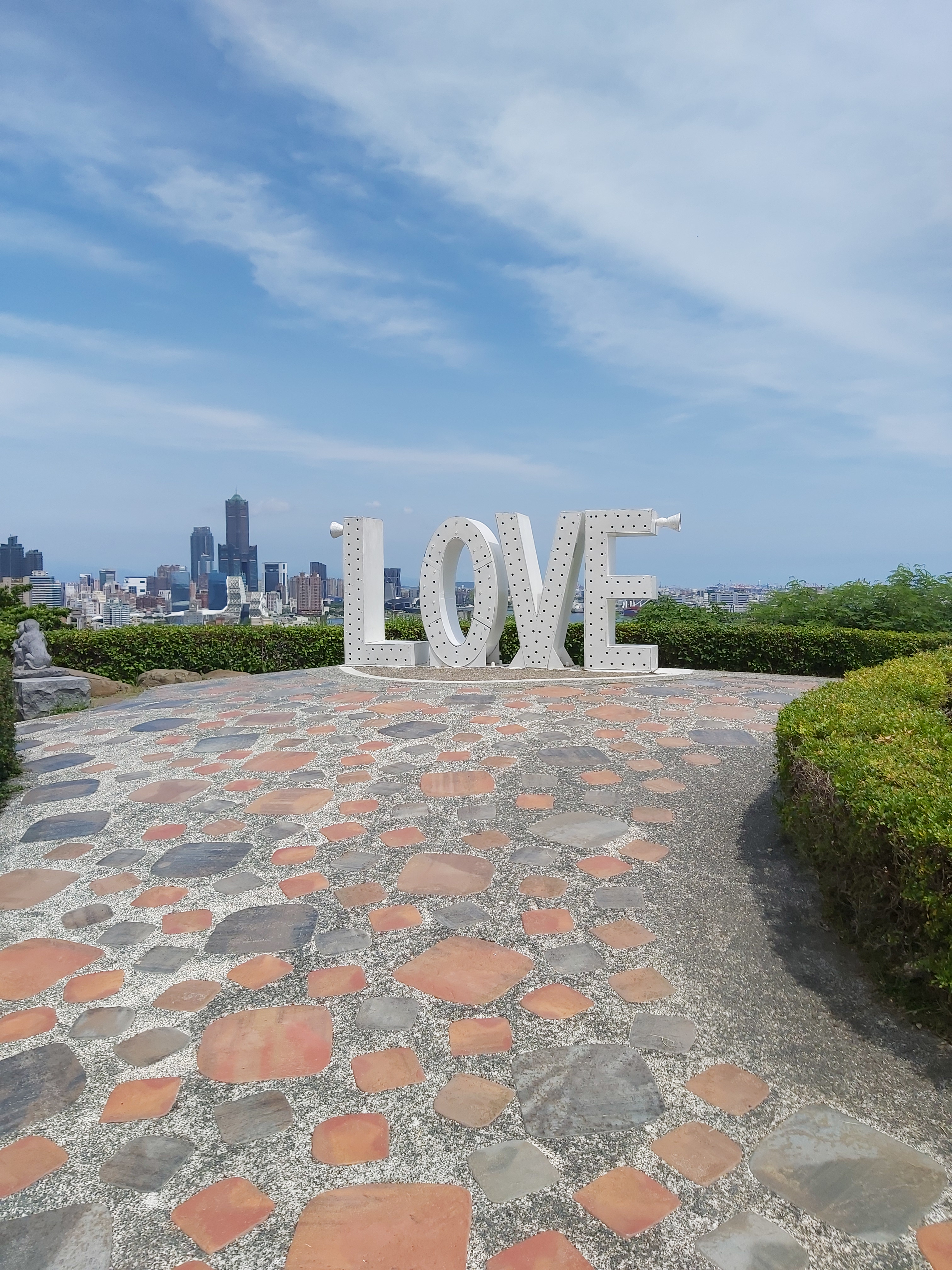
壽山情人觀景台「LOVE」字樣
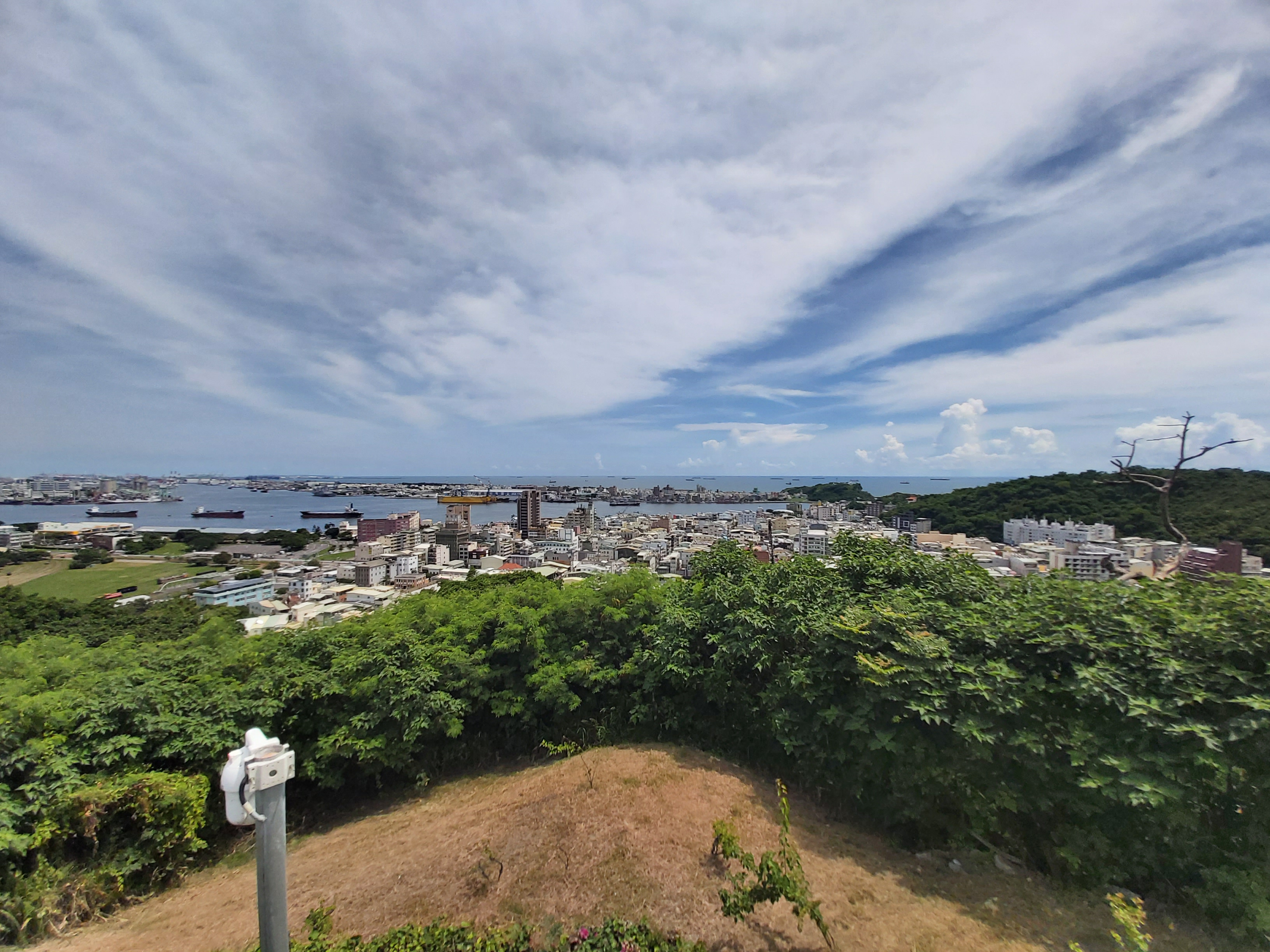
壽山情人觀景台景觀
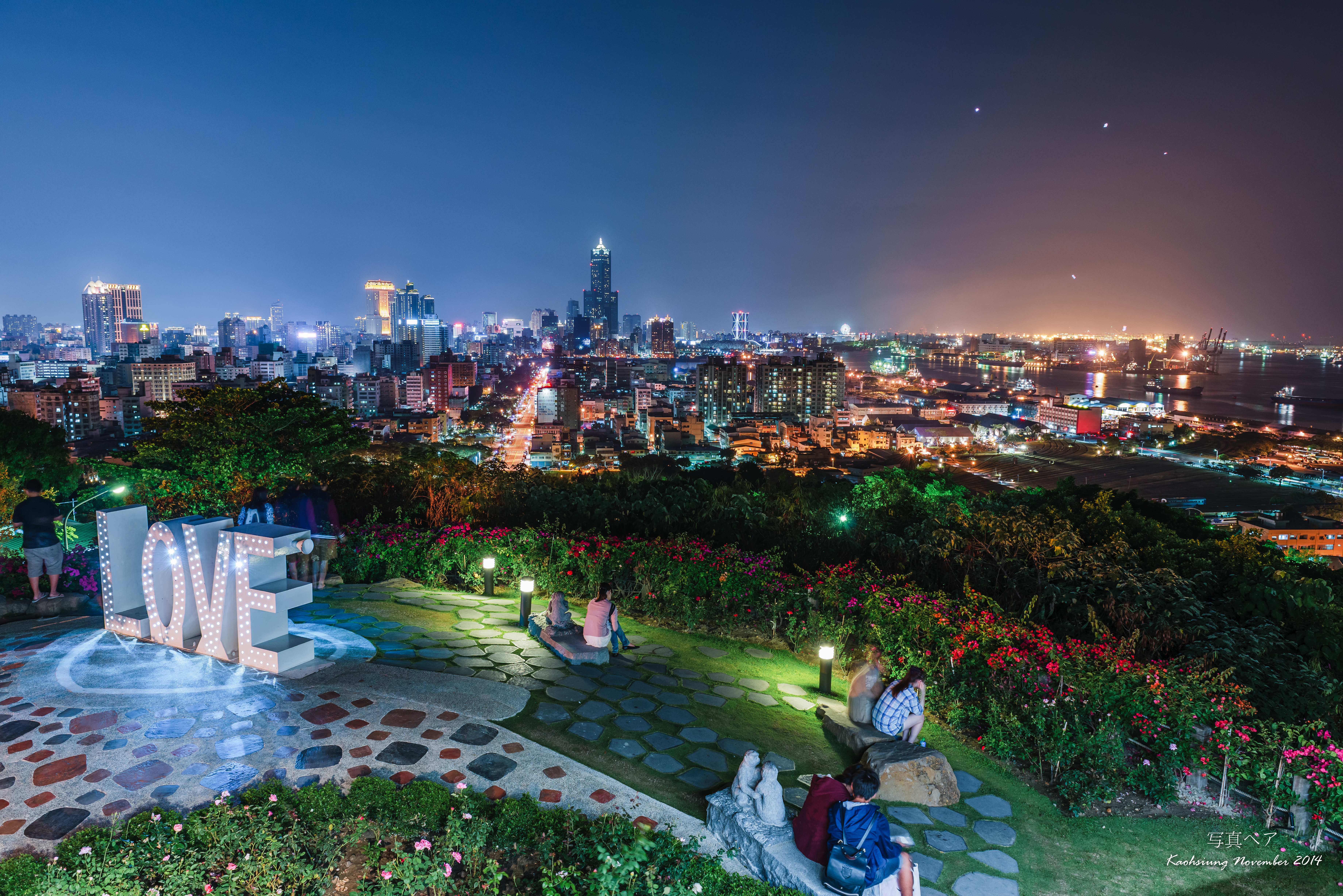
壽山情人觀景台夜景
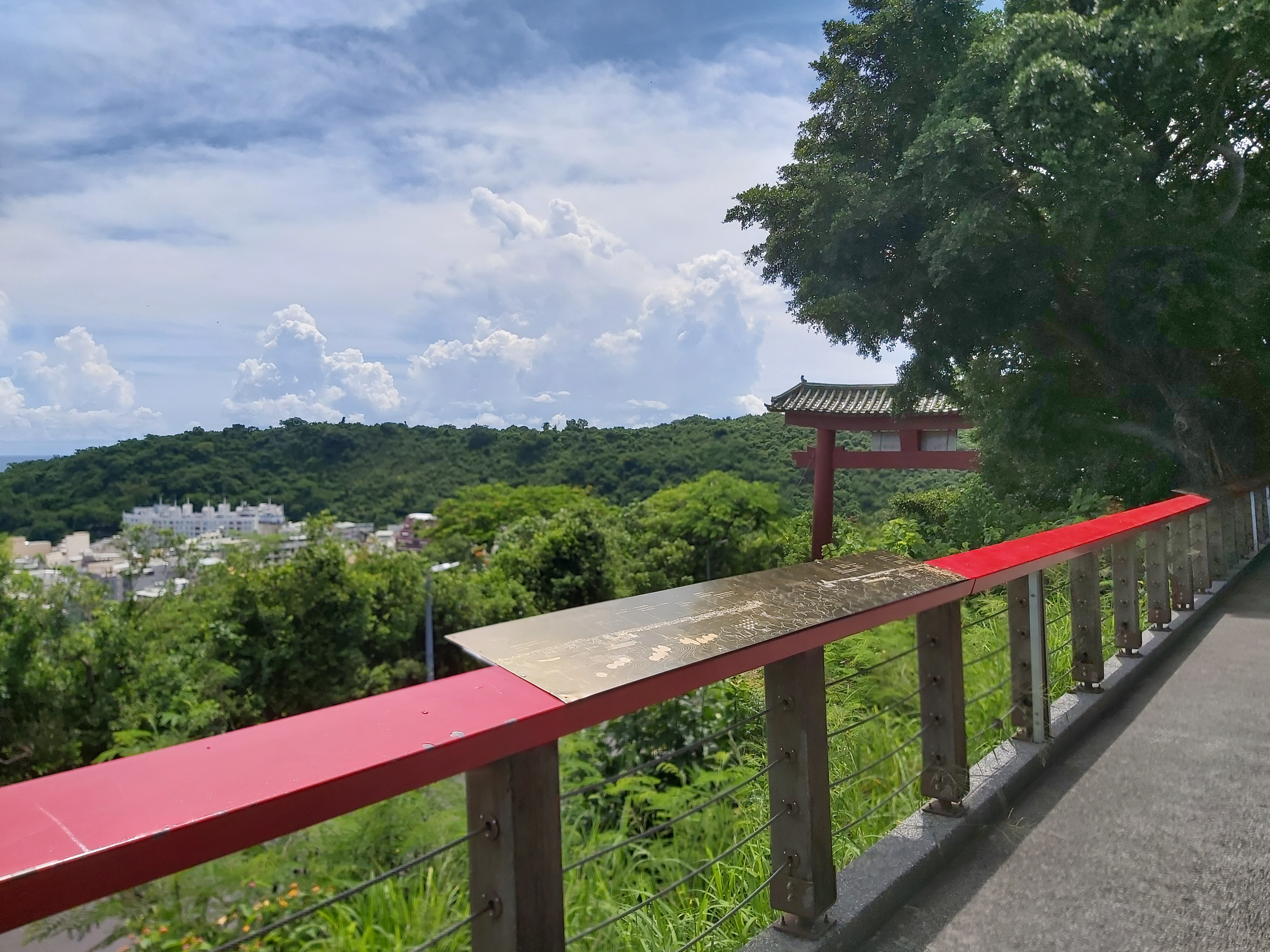
壽山觀景台

## 外部連結
- 高雄市忠烈祠 （页面存档备份，存于）
- 高雄市忠烈祠-國防部後備指揮部 （页面存档备份，存于）
- 高雄市忠烈祠及原高雄神社遺跡-文化部文化資產局 （页面存档备份，存于）
- 高雄市忠烈祠及原高雄神社遺跡-高雄市政府文化局

Template:壽山景點